# La ceinture de lin
La Ceinture de lin est un passage de l'Ancien Testament, dans le livre de Jérémie, qui aborde le sujet des lois de Dieu non respectées.

## Texte
Livre de Jérémie, chapitre 13, versets 1 à 17 :
« Ainsi m'a parlé l'Éternel : Va, achète-toi une ceinture de lin, et mets-la sur tes reins ; mais ne la trempe pas dans l'eau. J'achetai la ceinture, selon la parole de l'Éternel, et je la mis sur mes reins. La parole de l'Éternel me fut adressée une seconde fois, en ces mots : prends la ceinture que tu as achetée, et qui est sur tes reins ; lève-toi, va vers l'Euphrate, et là, cache-la dans la fente d'un rocher. J'allais, et je la cachais près de l'Euphrate, comme l'Éternel me l'avait ordonné. Plusieurs jours après, l'Éternel me dit : Lève-toi, va vers l'Euphrate, et là, prends la ceinture que je t'avais ordonné d'y cacher. J'allais vers l'Euphrate, je fouillais, et je pris la ceinture dans le lieu où je l'avais cachée ; mais voici, la ceinture était gâtée, elle n'était plus bonne à rien. La parole de l'Éternel me fut adressée, en ces mots : ainsi parle l'Éternel : C'est ainsi que je détruirai l'orgueil de Juda Et l'orgueil immense de Jérusalem. Ce méchant peuple, qui refuse d'écouter mes paroles, qui suit les penchants de son cœur, Et qui va après d'autres dieux, Pour les servir et se prosterner devant eux, Qu'il devienne comme cette ceinture, Qui n'est plus bonne à rien ! Car comme on attache la ceinture aux reins d'un homme, Ainsi je m'étais attaché toute la maison d'Israël Et toute la maison de Juda, dit l'Éternel, Afin qu'elles fussent mon peuple, Mon nom, ma louange, et ma gloire. Mais ils ne m'ont point écouté. Tu leur diras cette parole: Ainsi parle l'Éternel, le Dieu d'Israël : Tous les vases seront remplis de vin. Et ils te diront : Ne savons-nous pas Que tous les vases seront remplis de vin ? Alors dis-leur : Ainsi parle l'Éternel : Voici, je remplirai tous les habitants de ce pays, Les rois qui sont assis sur le trône de David, Les sacrificateurs, les prophètes, et tous les habitants de Jérusalem, Je les remplirai d'ivresse. Je les briserai les uns contre les autres, Les pères et les fils ensemble, dit l'Éternel ; Je n'épargnerai pas, je n'aurai point de pitié, point de miséricorde, Rien ne m'empêchera de les détruire. Écoutez et prêtez l'oreille ! Ne soyez point orgueilleux ! Car l'Éternel parle. Rendez gloire à l'Éternel, votre Dieu, Avant qu'il fasse venir les ténèbres, Avant que vos pieds heurtent contre les montagnes de la nuit ; Vous attendrez la lumière, Et il la changera en ombre de la mort, Il la réduira en obscurité profonde. Si vous n'écoutez pas, Je pleurerai en secret, à cause de votre orgueil; Mes yeux fondront en larmes, Parce que le troupeau de l'Éternel sera emmené captif. »
Traduction d'après la Bible Louis Segond.

## Interprétation chrétienne
Pour Origène, le lin est pris en exemple car c'est une plante qui provient de la terre, tout comme l'humain. Le lin est noir en poussant ; après traitement, il devient clair comme nous même avec le traitement de la foi. Le symbole de la ceinture est utilisé parce que nous sommes attachés à Yahweh. La métaphore de la ceinture mise dans l'Euphrate est bel et bien le rejet par Dieu du pécheur "pourri" . Et Origène conclut en citant l'Épitre aux Romains en parlant de l'église, un autre image de la ceinture : « car si Dieu n'a pas épargné les branches naturelles, il ne t'épargnera pas non plus » (Romains 11. 21); et aussi la Première épître aux Corinthiens : « Mais celui qui s'attache au Seigneur est avec lui un seul esprit » (1Corinthiens 6. 17).